# Jimmu

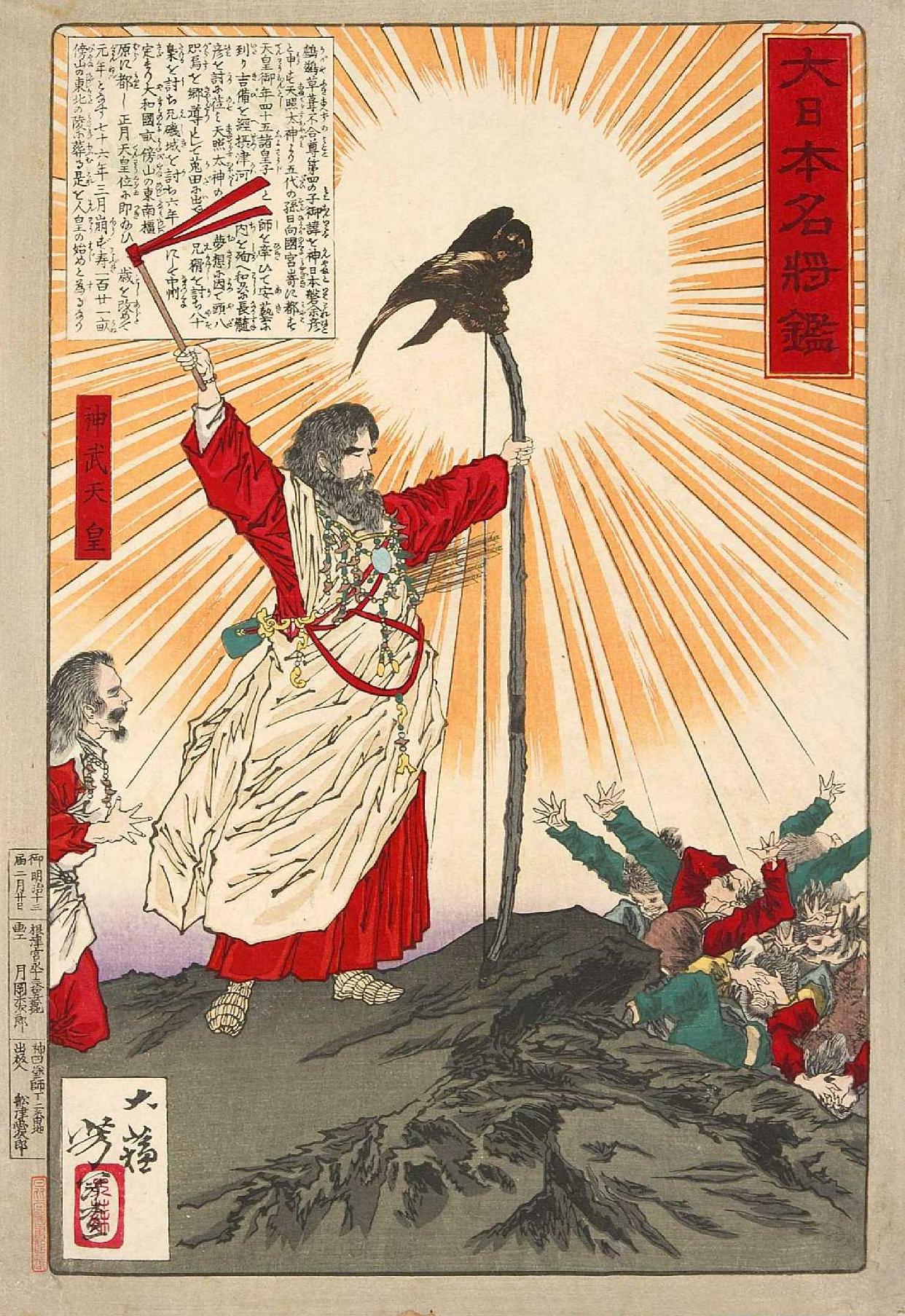
Kejsar Jimmu på färgtryck av Tsukioka Yoshitoshi, slutet av 1800-talet

Jimmu (kanji: 神武天皇 Jinmu Tennō) var enligt legenden Japans förste kejsare, sonsons son till Ninigi och sonsons sonsons son till solgudinnan Amaterasu. Enligt legenden föddes han 1 januari 711 f.Kr., kröntes 11 februari 660 f.Kr. och dog 11 mars 585 f.Kr.
Han efterträddes av Suizei.